# Ondjango Feminista
Ondjango Feminista es un colectivo feminista angoleño, creado en 2016, pionero en la organización política de mujeres, con foco en el activismo en el contexto africano.

## Historia
El colectivo surgió de una idea de Sizaltina Cutaia y Áurea Mouzinho, durante un encuentro en un foro feminista africano en Zimbabue. Posteriormente se sumó Florita Telo.
Desde junio de 2016, el colectivo empezó a organizar reuniones mensuales para discutir temas en torno a los derechos de las mujeres.
El 18 de marzo de 2017 organizó la Marcha de Mujeres por la Despenalización del Aborto, en Luanda. Esta manifestación se organizó tras la revisión del Código Penal de 1886, heredado del período colonial portugués, que proponía prohibir completamente la interrupción voluntaria del embarazo (IVG), previendo penas de cuatro a diez años de prisión. Participaron más de un centenar de mujeres y hombres, que marcharon desde el cementerio de Santana hasta el Largo das Heroínas.
Ondjango Feminista se basa en una “agenda feminista transformadora”, cuestionando los mecanismos de opresión patriarcal valorando las diferencias ideológicas de sus componentes. A partir de la Carta de Principios Feministas para las Feministas Africanas, elaborada por el Foro Feminista Africano (Acra, Ghana, entre el 15 y el 19 de noviembre de 2006), Ondjango exige "el derecho a teorizar para nosotras mismas y hablar por nosotras mismas como feministas africanas”.

## Actividades y proyectos
El colectivo ha organizado la Escuela Feminista, la publicación periódica del diario Tuba! Informe y un estudio sobre la situación de las mujeres zungueiras. Estas dos publicaciones se centran en los derechos reproductivos y sexuales, la lucha por los derechos de las zungueiras y la protección del trabajo femenino en el mercado informal, la lucha contra la violencia doméstica y la violencia institucional.
El 25 de noviembre de 2017, en el marco del Día Internacional de la Eliminación de la Violencia contra las Mujeres, Ondjango Feminista organizó una marcha para condenar la violencia contra las mujeres, bajo el lema “Dejen de matar mujeres”. Al final de la marcha reveló que la violencia contra las mujeres es el derecho humano más violado en Angola, con alrededor de 62 mil mujeres víctimas de violencia en el año anterior. Varias decenas de personas de diferentes orígenes, desde tradicionales zungueiras hasta políticos y activistas cívicos, se reunieron en Luanda para protestar contra los abusos a las mujeres. El manifiesto criticó la disparidad entre el discurso político y la creciente ola de violencia contra las mujeres angoleñas.
La marcha recorrió algunas calles de la capital y finalizó en Largo das Heroínas, en el centro de Luanda, con discursos y testimonios de casos de violencia. Las demandas incluían el fin del maltrato, la mortalidad materna, la huida de los padres, los derechos de las mujeres a la tierra y los derechos de las zungueiras.
En diciembre de 2021, Ondjango Feminista organizó la primera edición de la exposición colectiva “Em Dependência” en el Centro Cultural Brasil Angola (CCBA), en Luanda. La exposición, que contó con obras de 10 artistas, pretendía, a través de la representación artística, traer reflexiones sobre cómo las mujeres, en general, se relacionan con "la idea de independencia nacional: el ideal, la realidad, la memoria, la política, la vida cotidiana y todo lo demás."
Entre el 25 y el 31 de julio de 2022, coorganizó con el Goethe-Institut de Angola el festival de cine "Pulungunza! Lutas de Mulheres no Cinema", centrado en la lucha de las mujeres por la igualdad y la justicia social. El festival mostró producciones cinematográficas del África subsahariana y de Europa (de países como Alemania, España, Francia y Portugal), sobre la consecución de estos derechos, seguidas de debates.
Forman parte de este colectivo mujeres como la cantante Aline Frazão, la profesora Leopoldina Fekayamãle, la abogada y activista Florita Telo, y la filósofa Laurinda Gouveia.

## Reconocimientos
Ondjango Feminista fue nominada en la edición 2021 de los “Africans Rising Activism Awards”, en la categoría Movimiento del Año.